# Aubergenville

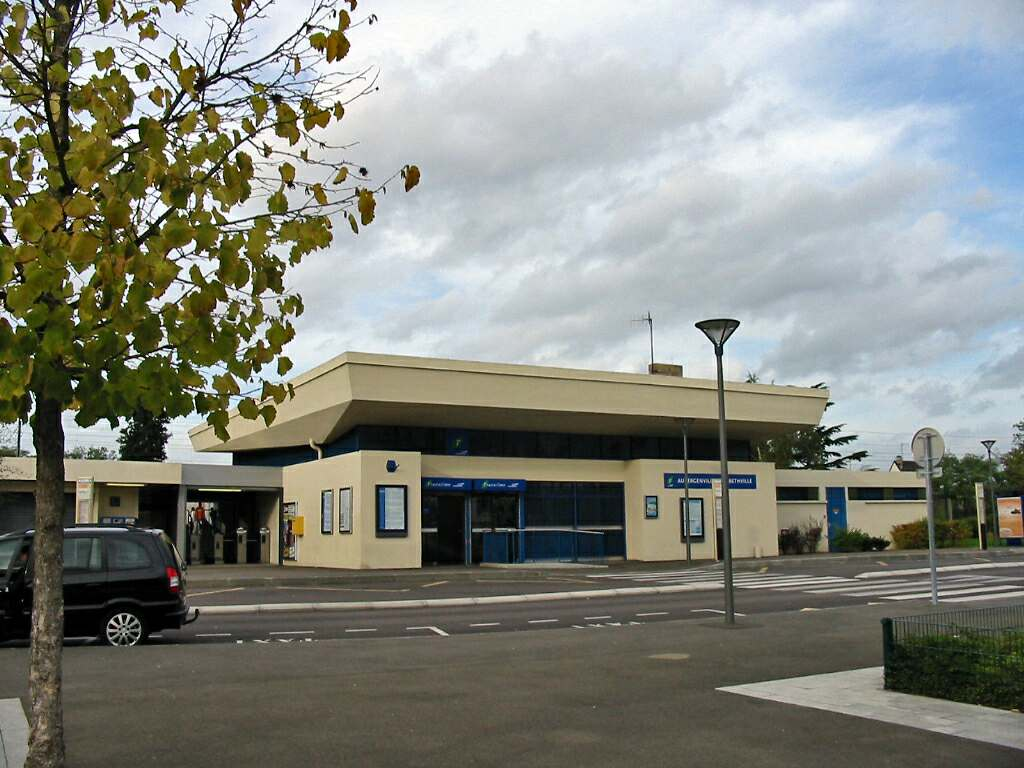
Treinstation

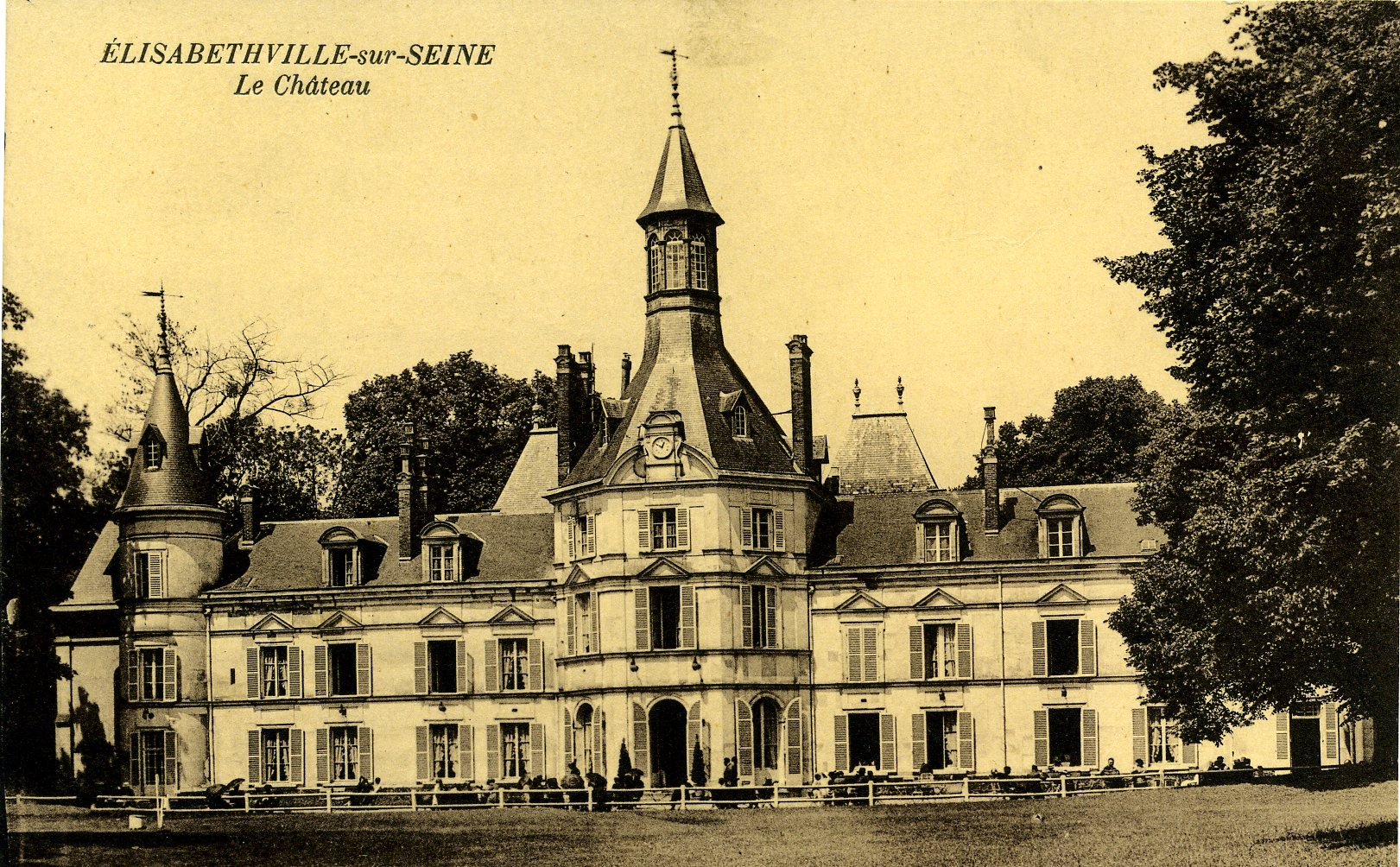
Het voormalige kasteel van la Garenne

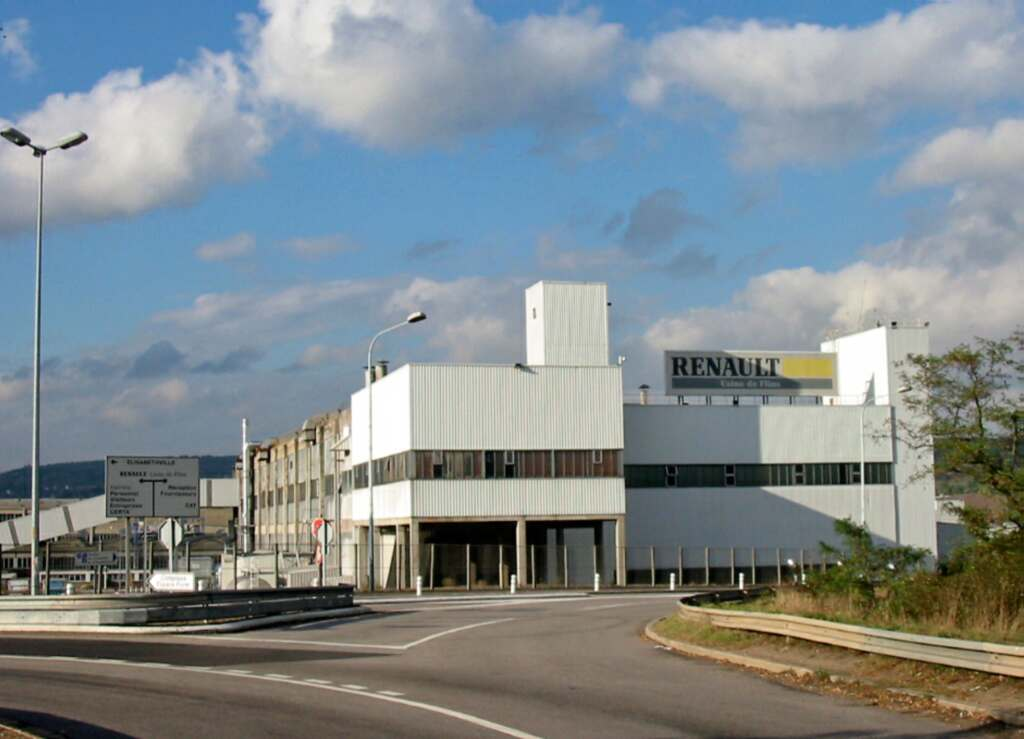
Fabriek van Renault

Aubergenville is een Franse gemeente in het departement Yvelines. De gemeente ligt aan de linkeroever van de Seine ten westen van het centrum van Parijs, aan de rand van de agglomeratie van Parijs. Op 1 januari 2022 telde Aubergenvillex 12.540 inwoners.

## Geschiedenis
Langs de oude Route de Normandie, nu de D113, zou zich een Gallisch dorp hebben bevonden, dat later ten gevolge van de Noorse invallen werd verlaten. Het huidige dorp stamt uit de 11e eeuw. Er bestonden drie kastelen in de gemeente, waarvan er nog een staat. Er bevond zich een kasteel, het kasteel van la Garenne, in het lage gedeelte van de gemeente nabij de Seine, maar dat werd in de jaren 1950 afgebroken om plaats te maken voor huisvesting voor de arbeiders van de nieuwe Renault-fabriek. Het gebied om het kasteel omvatte 25 hectare jachtterrein en 125 hectare bos en struikgewas. Het kasteel van Acosta werd in de 18e eeuw nabij het dorp Aubergenville gebouwd, maar verdween ook, in 1965, om plaats te maken voor sociale woningbouw. Alleen het kasteel van Montgardé is dus nog over.

### Élisabethville
Er werd in 1921 een cité tussen het oude Aubergenville en de Seine aangelegd, Élisabethville, op het voormalige gebied van kasteel la Garenne. Het werd naar Belgisch model aangelegd en kreeg de vorm van een tuindorp. Een deel van Élisabethville ligt in de buurgemeente Épône. Er staan voor een groot deel vakantiewoningen van inwoners van Parijs, maar ook van mensen uit Normandië. Er werd in de jaren 20 langs de Seine een strand aangelegd.
De Renault-fabriek van Flins-sur-Seine werd in 1952 opgericht, maar voornamelijk op terrein van de gemeente Aubergenville. Dit werd bepalend voor de ontwikkeling van Aubergenville.

## Geografie
De onderstaande kaart toont de ligging van Aubergenville met de belangrijkste infrastructuur en aangrenzende gemeenten.

## Demografie
Onderstaande figuur toont het verloop van het inwonertal, bron: INSEE-tellingen. 

## Verkeer
- Aubergenville heeft een station, station Aubergenville-Élisabethville. Dat werd in 1843 gebouwd en ligt aan de lijn van Paris-Saint-Lazare naar Rouen.
- De A13, de Autoroute de Normandie komt door Aubergenville.

## Partnersteden
- Alcobaça, Portugal
- Bełchatów, Polen
- Dieburg, Duitsland sinds 1975
- Horndean, Verenigd Koninkrijk